# 1899년
1899년은 일요일로 시작하는 평년이다.

## 연호
- 대한제국(大韓帝國) 광무(光武) 3년
- 청(淸) 광서(光緖) 25년
- 일본(日本) 메이지(明治) 32년
- 응우옌 왕조(阮朝) 타인타이(成泰) 11년

## 기년
- 대한제국(大韓帝國) 고종(高宗) 36년
- 청(淸) 덕종 광서제(德宗 光緖帝) 25년
- 응우옌 왕조(阮朝) 성태제(成泰帝) 11년

## 사건
- 1월 23일 - 필리핀, 말로로스 헌법을 제정하며 아시아 최초의 공화국인 필리핀 제1공화국을 선포.
- 9월 11일 - 대한제국과 청나라, 통상 조약 체결.
- 10월 11일 - 제2차 보어 전쟁: 제2차 보어 전쟁이 발발함.
- 11월 2일 - 제2차 보어 전쟁: 보어인들이 영국이 점령하고 있던 크와줄루-나탈의 레이디스미스를 포위전을 시작하다.

## 문화
- 1월 30일 - 우리은행의 전신 대한천일은행 설립
- 9월 18일 - 한국 최초의 철도 노선인 경인선 노량진 ~ 인천(33.2km) 구간 개통.
- 11월 14일 - 독일의 자동차 회사 아우디 설립.
- 11월 29일 - 스페인 축구 클럽 FC 바르셀로나 창단.
- 12월 16일 - 이탈리아 축구 클럽 AC 밀란 창단.
- 12월 16일 - 프랑스 축구 클럽 올랭피크 드 마르세유 창단.

## 탄생

### 1월
- 1월 14일 - 독일의 군인 프리츠 바이에를라인. (~1970년)
- 1월 17일
  - 미국의 마피아 알 카포네. (~1947년)
  - 미국의 교육 철학자 로버트 허친스 (~1977년)
- 1월 28일 - 일본의 법학자 오다카 도모오. (~1956년)

### 2월
- 2월 3일 - 중국의 작가 라오서. (~1966년)
- 2월 15일 - 미국의 잉크화가 릴리언 디즈니. (~1997년)
- 2월 27일 - 대한민국의 여성운동가 김활란. (~1970년)

### 3월
- 3월 5일 - 대한민국의 기업인, 관료 윤치창. (~1973년)
- 3월 19일 - 대한민국의 산수, 동양화가 변관식. (~1976년)
- 3월 27일 - 미국의 배우 글로리아 스완슨. (~1983년)

### 4월
- 4월 22일 - 러시아 태생 미국의 소설가, 롤리타의 작가 블라디미르 나보코프. (~1977년)
- 4월 29일 - 미국의 재즈음악가 듀크 엘링턴. (~1989년)

### 5월
- 5월 7일 - 일제 강점기의 법조인 김종석. (~?)
- 5월 8일 - 오스트리아 경제학자 프리드리히 하이에크. (~1992년)
- 5월 10일 - 미국의 배우, 댄서 프레드 아스테어. (~1987년)

### 6월
- 6월 1일 - 대한민국의 경찰 노덕술. (~1968년)
- 6월 14일 - 일본의 소설가 가와바타 야스나리. (~1972년)

### 7월
- 7월 7일 - 미국의 영화 감독 조지 큐커. (~1983년)
- 7월 11일 - 미국의 동화작가 엘윈 브룩스 화이트. (~1985년)
- 7월 21일 - 미국 소설가 어니스트 헤밍웨이. (~1961년)

### 8월
- 8월 13일 - 영국의 영화감독 앨프리드 히치콕. (~1980년)
- 8월 23일 - 대한민국의 독립운동가 김법린. (~1964년)
- 8월 24일 - 아르헨티나의 작가 호르헤 루이스 보르헤스. (~1986년)
- 8월 28일 - 대한민국의 정치인 장면. (~1966년)

### 9월
- 9월 14일 - 미국의 지진학 및 교수 휴고 베니오프. (~1968년)
- 9월 20일 - 미국의 정치인 철학자 레오 스트라우스. (~1973년)
- 9월 27일 - 대한민국의 독립운동가, 정치인 김법린. (~1964년)
- 9월 28일 - 대한민국의 작가 이서구. (~1981년)

### 10월
- 10월 29일 - 대한민국의 정치인 조봉암. (~1959년)

### 11월
- 11월 9일 - 대한민국의 아동문학가 방정환. (~1931년)
- 11월 22일 - 미국의 가수 호기 카마이클. (~1981년)
- 11월 29일 - 이탈리아의 초백세인. 공식적으로 세계에서 마지막으로 생존한 1800년대 출생자 엠마 모라노. (~2017년)

### 12월
- 12월 2일 - 영국의 지휘자 존 바비롤리. (~1970년)
- 12월 19일 - 미국의 인권 운동가 마틴 루터 킹 주니어. (~1968년)
- 12월 22일 - 대한민국의 서양화가, 교수, 교육자 이종우. (~1981년)
- 12월 25일 - 미국의 배우 험프리 보가트. (~1957년)

### 미상
- 일제 강점기의 관료 김철호. (~1950년)
- 일제 강점기의 관료 김성환. (~?)
- 대한민국의 기업인 정태성. (~1986년)

## 사망
- 1월 18일 - 독일의 해부학자, 동물학자 카를 프리드리히 빌헬름 클라우스. (1835년~)
- 1월 20일 - 프랑스의 작곡가 에르네스트 쇼송. (1855년~)
- 6월 3일 - 오스트리아의 작곡가 요한 슈트라우스 2세. (1825년~)

## 달력
| 1월 |    |    |    |    |    |    |
| 일  | 월 | 화 | 수 | 목 | 금 | 토 |
| 1   | 2  | 3  | 4  | 5  | 6  | 7  |
| 8   | 9  | 10 | 11 | 12 | 13 | 14 |
| 15  | 16 | 17 | 18 | 19 | 20 | 21 |
| 22  | 23 | 24 | 25 | 26 | 27 | 28 |
| 29  | 30 | 31 |    |    |    |    |

| 2월 |    |    |    |    |    |    |
| 일  | 월 | 화 | 수 | 목 | 금 | 토 |
|     |    |    | 1  | 2  | 3  | 4  |
| 5   | 6  | 7  | 8  | 9  | 10 | 11 |
| 12  | 13 | 14 | 15 | 16 | 17 | 18 |
| 19  | 20 | 21 | 22 | 23 | 24 | 25 |
| 26  | 27 | 28 |    |    |    |    |

| 3월 |    |    |    |    |    |    |
| 일  | 월 | 화 | 수 | 목 | 금 | 토 |
|     |    |    | 1  | 2  | 3  | 4  |
| 5   | 6  | 7  | 8  | 9  | 10 | 11 |
| 12  | 13 | 14 | 15 | 16 | 17 | 18 |
| 19  | 20 | 21 | 22 | 23 | 24 | 25 |
| 26  | 27 | 28 | 29 | 30 | 31 |    |

| 4월 |    |    |    |    |    |    |
| 일  | 월 | 화 | 수 | 목 | 금 | 토 |
|     |    |    |    |    |    | 1  |
| 2   | 3  | 4  | 5  | 6  | 7  | 8  |
| 9   | 10 | 11 | 12 | 13 | 14 | 15 |
| 16  | 17 | 18 | 19 | 20 | 21 | 22 |
| 23  | 24 | 25 | 26 | 27 | 28 | 29 |
| 30  |    |    |    |    |    |    |

| 5월 |    |    |    |    |    |    |
| 일  | 월 | 화 | 수 | 목 | 금 | 토 |
|     | 1  | 2  | 3  | 4  | 5  | 6  |
| 7   | 8  | 9  | 10 | 11 | 12 | 13 |
| 14  | 15 | 16 | 17 | 18 | 19 | 20 |
| 21  | 22 | 23 | 24 | 25 | 26 | 27 |
| 28  | 29 | 30 | 31 |    |    |    |

| 6월 |    |    |    |    |    |    |
| 일  | 월 | 화 | 수 | 목 | 금 | 토 |
|     |    |    |    | 1  | 2  | 3  |
| 4   | 5  | 6  | 7  | 8  | 9  | 10 |
| 11  | 12 | 13 | 14 | 15 | 16 | 17 |
| 18  | 19 | 20 | 21 | 22 | 23 | 24 |
| 25  | 26 | 27 | 28 | 29 | 30 |    |

| 7월 |    |    |    |    |    |    |
| 일  | 월 | 화 | 수 | 목 | 금 | 토 |
|     |    |    |    |    |    | 1  |
| 2   | 3  | 4  | 5  | 6  | 7  | 8  |
| 9   | 10 | 11 | 12 | 13 | 14 | 15 |
| 16  | 17 | 18 | 19 | 20 | 21 | 22 |
| 23  | 24 | 25 | 26 | 27 | 28 | 29 |
| 30  | 31 |    |    |    |    |    |

| 8월 |    |    |    |    |    |    |
| 일  | 월 | 화 | 수 | 목 | 금 | 토 |
|     |    | 1  | 2  | 3  | 4  | 5  |
| 6   | 7  | 8  | 9  | 10 | 11 | 12 |
| 13  | 14 | 15 | 16 | 17 | 18 | 19 |
| 20  | 21 | 22 | 23 | 24 | 25 | 26 |
| 27  | 28 | 29 | 30 | 31 |    |    |

| 9월 |    |    |    |    |    |    |
| 일  | 월 | 화 | 수 | 목 | 금 | 토 |
|     |    |    |    |    | 1  | 2  |
| 3   | 4  | 5  | 6  | 7  | 8  | 9  |
| 10  | 11 | 12 | 13 | 14 | 15 | 16 |
| 17  | 18 | 19 | 20 | 21 | 22 | 23 |
| 24  | 25 | 26 | 27 | 28 | 29 | 30 |

| 10월 |    |    |    |    |    |    |
| 일   | 월 | 화 | 수 | 목 | 금 | 토 |
| 1    | 2  | 3  | 4  | 5  | 6  | 7  |
| 8    | 9  | 10 | 11 | 12 | 13 | 14 |
| 15   | 16 | 17 | 18 | 19 | 20 | 21 |
| 22   | 23 | 24 | 25 | 26 | 27 | 28 |
| 29   | 30 | 31 |    |    |    |    |

| 11월 |    |    |    |    |    |    |
| 일   | 월 | 화 | 수 | 목 | 금 | 토 |
|      |    |    | 1  | 2  | 3  | 4  |
| 5    | 6  | 7  | 8  | 9  | 10 | 11 |
| 12   | 13 | 14 | 15 | 16 | 17 | 18 |
| 19   | 20 | 21 | 22 | 23 | 24 | 25 |
| 26   | 27 | 28 | 29 | 30 |    |    |

| 12월 |    |    |    |    |    |    |
| 일   | 월 | 화 | 수 | 목 | 금 | 토 |
|      |    |    |    |    | 1  | 2  |
| 3    | 4  | 5  | 6  | 7  | 8  | 9  |
| 10   | 11 | 12 | 13 | 14 | 15 | 16 |
| 17   | 18 | 19 | 20 | 21 | 22 | 23 |
| 24   | 25 | 26 | 27 | 28 | 29 | 30 |
| 31   |    |    |    |    |    |    |

### 음양력 대조 일람
| 음력월 | 월건 | 대소 | 음력 1일의 양력 월일 | 음력 1일 간지 |
| ------ | ---- | ---- | -------------------- | ------------- |
| 1월    | 병인 | 대   | 2월 10일             | 기유          |
| 2월    | 정묘 | 소   | 3월 12일             | 기묘          |
| 3월    | 무진 | 대   | 4월 10일             | 무신          |
| 4월    | 기사 | 소   | 5월 10일             | 무인          |
| 5월    | 경오 | 대   | 6월 8일              | 정미          |
| 6월    | 신미 | 소   | 7월 8일              | 정축          |
| 7월    | 임신 | 대   | 8월 6일              | 병오          |
| 8월    | 계유 | 대   | 9월 5일              | 병자          |
| 9월    | 갑술 | 소   | 10월 5일             | 병오          |
| 10월   | 을해 | 대   | 11월 3일             | 을해          |
| 11월   | 병자 | 소   | 12월 3일             | 을사          |
| 12월   | 정축 | 대   | 1900년 1월 1일       | 갑술          |